# Ziębówka (dopływ Raby)
Ziębówka (Zarębka) – potok, prawy dopływ Raby o długości 3,06 km i powierzchni zlewni 3,95 km².
Ziębówka wypływaę na wysokości około 590 m n.p.m., na południowo-zachodnich stokach grzbietu głównego Pasma Lubomira i Łysiny, pomiędzy Działkiem i Śliwnikiem. Spływa w południowo-zachodnim kierunku i na wysokości 309 m uchodzi do Raby. Orograficznie lewe zbocza Ziębówki tworzy grzbiet Krzywickiej Góry, zbocza prawe zaś pasmo Chełmu. Dolina Ziębówki jest w większości bezleśna, zajęta przez pola uprawne i zabudowania miejscowości Pcim.
Cała zlewnia Ziębówki znajduje się w obrębie Myślenic w województwie małopolskim, powiecie myślenickim.